# Біловка (Челябінська область)
Біловка (рос. Беловка) — селище у Чесменському районі Челябінської області Російської Федерації.
Входить до складу муніципального утворення Калинівське сільське поселення. Населення становить 596 осіб (2010). Населений пункт розташований на території українського культурного та етнічного краю Сірий Клин.

## Історія
Від 18 січня 1935 року належить до Чесменського району Челябінської області.
Згідно із законом від 12 листопада 2004 року органом місцевого самоврядування є Калинівське сільське поселення .

## Населення
| 2002 | 2010 |
| ---- | ---- |
| 690  | ↘596 |